# Pachnobia obscura
Pachnobia obscura là một loài bướm đêm trong họ Noctuidae.